# 泉州公交501路
泉州公交501路是中华人民共和国泉州市境内的一条公共交通线路，原名301路，全程10.3公里。起讫点为美泰路南段至旧铺农贸市场，运营时间为美泰路南段：7:00-19:10；旧铺农贸市场：7:00-19:00

## 历史
- 2013年1月23日，泉州公交发展有限公司（公交集团前身）上报泉州市物价委关于开通301路的申请[2]
- 2013年2月2日，泉州公交开通301路[3]。初期运行区间为美泰路始末站-新农贸市场，初期运营长度8.2公里。运营时间为7:00-19:00，票价¥1.0/人，使用车型为5部西虎QAC6700Y3-8型柴油空调客车。[4][5]
- 2013年11月1日，301路取消途径庆泰路，改为途径凤池路、福泰路，起讫点不变[6]
- 2015年4月1日，应泉州市交通委的要求，泉州公交将301路更名为501路[7]
- 2018年4月1日，因开发区公司建制撤销，501路改为隶属一分公司（现江南公司）。
- 2019年9月10日，因原配QAC6700车况较差不具备大修价值，501路接手并更换自101路、706路退下的4部西虎QAC6600NG5型LNG空调城市客车。原配5部QAC6700Y3-8报废。
- 2020年1月29日，受新型冠状病毒肺炎防控要求影响。501路自当日0:00起暂停运行至2月16日。[8][9]
- 2020年2月17日，501路自该日起恢复运营。[10]
- 2021年5月30日，受当日强降雨影响，501路部分途径路段出现积水无法通行。受此影响501路暂停运营1日，次日恢复。[11]
- 2022年3月16日，因疫情防控要求暂停中心市区范围内所有公交线路运营。501路自当日首班起暂停运营至4月15日。[12]
- 2022年4月16日，501路恢复运营，运营时间临时调整为双向7:00-18:30。[13]
- 2022年5月10日，501路更换1部自15路退下的大金龙XMQ6802AGBEVL2，除保留2部外，原配1部QAC6600NG5退役。
- 2022年7月5日，501路再次接手并更换2部自K204路划拨而来的XMQ6802AGBEVL2，原配2部QAC6600NG5退役。
- 2024年5月，美泰路南段首末班时间调整为7:00-19:10，其它不变。

## 站点
| 路线 | 路线 | 路线 | 所在地区、街道 | 所在地区、街道 | 站点名           | 备注              |
| ---- | ---- | ---- | -------------- | -------------- | ---------------- | ----------------- |
|      |      |      | 开发区         | 美泰路         | 美泰路南段       | 起讫站            |
|      |      |      | 开发区         | 崇荣街         | 崇荣街           |                   |
|      |      |      | 开发区         | 智泰路         | 砌坑村           |                   |
|      |      |      | 开发区         | 德泰路         | 德泰路路口       | 原名 晋江二中     |
|      |      |      | 开发区         | 德泰路         | 鸿绮集团         |                   |
|      |      |      | 开发区         | 德泰路         | 三兴集团         |                   |
|      |      |      | 开发区         | 德泰路         | 锦信             |                   |
|      |      |      | 开发区         | 德泰路         | 崇惠街口         | 原名 清濛长途车站 |
|      |      |      | 开发区         | 德泰路         | 仙公山公园       |                   |
|      |      |      | 开发区         | 德泰路         | 清濛科技园       |                   |
|      |      |      | 开发区         | 兴泰路         | 兴泰路北段       |                   |
|      |      |      | 开发区         | 兴泰路         | 兴泰路南段       |                   |
|      |      |      | 开发区         | 崇顺街         | 崇顺街           |                   |
|      |      |      | 开发区         | 安泰路         | 安泰路           |                   |
|      |      |      | 开发区         | 雅泰路         | 雅泰路           |                   |
|      |      |      | 开发区         | 雅泰路         | 市公安局训练基地 |                   |
|      |      |      | 开发区         | 政泰路         | 开发区管委会     |                   |
|      |      |      | 开发区         | 崇宏街         | 崇宏街西段       |                   |
|      |      |      | 开发区         | 福泰路         | 福泰路           |                   |
|      |      |      | 开发区         | 崇文街         | 崇文街西段       |                   |
|      |      |      | 开发区         | 崇文街         | 开发区实验学校   |                   |
|      |      |      | 开发区         | 崇文街         | 旧铺农贸市场     | 起讫站            |

## 票价
501路计价方式为一票制，票价¥1.0。
- 泉通卡普通卡9折，月票卡、敬老卡、爱心卡折扣同普通卡，不享受各自卡种原有优惠
- 可使用泉城通APP及支付宝、云闪付、微信乘车码支付

## 配车
501路配车数总计3部，其中：
- 大金龙XMQ6802AGBEVL2  3部

- 西虎QAC6700Y3-8
（2013.2 - 2019.9）
- 西虎QAC6600NG5
（2019.9 - 2022.7）
- 大金龙XMQ6802AGBEVL2
（2022.5 - ）

## 相关
- 泉州公交线路列表